# Нерозділене кохання (фільм, 1979)
«Нерозділене кохання» — радянський художній фільм, знятий в 1979 році режисером Андрієм Малюковим на кіностудії «Мосфільм». Екранізація ранніх оповідань Максима Горького і спогадів російських акторів. Прем'єра фільму відбулася 12 травня 1980 року.

## Сюжет
Фільм розповідає про трагічну долю провінційної російської акторки Лариси Добриніної, яка не витримала ваги нещасть, що впали на неї з усіх боків, і передчасно пішла з життя.

## У ролях
- Інна Макарова —  Лариса Антонівна Добриніна, акторка
- Леонід Марков —  Петро Климович Торсуєв, шанувальник Лариси
- Ігор Ліванов —  Микола Торсуєв
- Міхай Волонтир — лікар, коханець старіючої Лариси
- Володимир Сошальський — Хрисанф Миколайович, старіючий актор
- Валерій Соколовєров —  Олександр Феофілович Брагін, актор, комік
- Інна Аленикова —  Соня Званцева, акторка
- Ірина Санпітер —  Стрешнєва, акторка
- Сергій Яшин —  Скуратов
- Вадим Александров —  Абсурдік, актор
- Сергій Никоненко —  Сенечка, актор
- В. Антонов —  Васечка, суфлер
- Леонід Куравльов —  Павлов, репортер провінційної газети
- Валентина Новикова —  Парасковія
- Олена Вольська —  епізод
- Елла Некрасова —  епізод
- Олександр Сабінін —  епізод
- Микола Орлов —  епізод
- Юлія Цоглин —  дама за лаштунками
- М. Кузнецов —  Сергій Володимирович Грановець, сибірський золотопромисловець
- Сергій Єгоров —  епізод
- Є. Кубиков —  епізод
- Наталія Острикова —  епізод
- Олексій Задачин —  актор, який грає Тригоріна
- Іван Матвєєв —  епізод
- Володимир Якубовський —  полковник

## Знімальна група
- Режисер-постановник: Андрій Малюков
- Сценаристи: Андрій Малюков, Інна Макарова,  Тетяна Дубровіна
- Головний оператор: Ральф Келлі
- Художниця-постановниця: Тетяна Лапшина
- Композитор: Юрій Саульський
- Звукооператор: Володимир Бахмацький
- Режисер:  Юрій Кушнерьов
- Оператор: Ю. Яковлєв
- Монтаж: М. Сергєєва
- Костюми: Т. Лічманова
- Грим: О. Сергєєва
- Пісні на вірші О. Лук'янова
- Директор картини: В. Дудін